# 愛德華·德·卡斯泰爾諾
諾埃爾·愛德華·馬里·約瑟夫·德·屈里埃·德·卡斯泰爾諾（法語：Noël Édouard Marie Joseph de Curières de Castelnau；1851年12月24日—1944年3月19日），是一位法國陸軍將領，在第一次世界大戰前期西線戰場擔任指揮要職，後成為法國陸軍總參謀長。
卡斯泰爾諾在1870年畢業於聖西爾軍校，但因貴族身份及天主教信仰晉升緩慢，於1906年晉升為旅級將軍。1911年，他成為最高戰爭委員會主席約瑟夫·霞飛的幕僚，負責制定「十七號計劃」。第一次世界大戰爆發後，他指揮第二軍團入侵洛林，被擊敗後一路撤回本土，然後穩住陣腳擊退德軍進攻。馬恩河戰役期間，他在南線戰場再度戰勝德軍。1915年6月22日，他被任命為中央集團軍司令。1915年12月12日，他成為法國陸軍總參謀長，在凡爾登戰役中做出突出貢獻。1916年底，他被任命為東方集團軍司令直到戰爭結束。之後，他積極擴大天主教的影響力，並在二戰期間幫助法國抵抗運動。